# MoEDAL
L'experiment MoEDAL (Monopole and Exotics Detector At the LHC, «Detector de Monopols i Exòtics al GCH») és un experiment de física de partícules al Gran Col·lisionador d'Hadrons (LHC) al CERN. Està instal·lat a la caverna del punt d'interacció número 8 junt amb l'experiment LHCb. El seu objectiu principal és descobrir la hipotètica existència del monopol magnètic (MM) i noves partícules massives estables (o pseudoestables) altament ionitzants (SMP). Per detectar aquestes partícules, el projecte utilitza detectors d'estat sòlid de traces nuclears (SSNTD), que enregistren traces de mida nanomètrica quan són travessades per partícules elementals d'alta càrrega. Com el MM i SMP són altament ionitzants, generen defectes als SSNTD que es poden mesurar fent una mena de revelat fotogràfic (similar a l'aiguafort) dels detectors.
L'experiment MoEDAL és una col·laboració internacional de recerca d'una vintena de laboratoris i universitats de món (inclòs l'Institut de Física Corpuscular de València), i va ser aprovat com el setè experiment del GCH pel consell d'investigació del CERN al maig de 2010. Les seves primeres preses de dades de prova van ser el gener de 2011.